# Gerriet Postma
Gerriet Postma (Twijzelerheide, 30 oktober 1932 - Groningen, 27 februari 2009) was een Nederlandse schilder.
Postma was te omschrijven als een hevige man die heftige schilderijen maakte, met verfexplosies en abstracte kleurkluwens waar figuratie in doorschemert.
Zijn laatste megadoek was een vierluik, geschilderd op vier zeilen van het traditionele vrachtschip Klipper Anna. Het vierluik meet 270 m². Het schip is ter beschikking gesteld door het schipperspaar Gijs en Inge van Hesteren uit Harlingen.
Het vierluik is in 2004 een zomer lang overal op en langs de Waddenzee te zien geweest, omdat het schip dagelijks met de beschilderde zeilen heeft gevaren.
Gerriet Postma overleed 27 februari 2009 op 76-jarige leeftijd.